# Częstochowa
Częstochowa (AFI: [tʂɛ̃stɔˈxɔva, pronuncia italianizzata: Cestocòva o Censtocòva; in tedesco Tschenstochau) è una città della Polonia situata nel voivodato della Slesia. Sebbene Częstochowa faccia parte del Voivodato della Slesia dal 1999, fa in realtà culturalmente parte della regione storica della Piccola Polonia.

## Geografia fisica
Sorge nel sud del paese sul fiume Warta, a 200 km sud-ovest della capitale Varsavia e circa 100 km a nord-ovest di Cracovia. L'aeroporto più vicino è quello di Katowice-Pyrzowice.

### Clima
| Częstochowa (1991-2020) Fonte: meteomodel.pl | Mesi         | Mesi         | Mesi         | Mesi        | Mesi        | Mesi        | Mesi        | Mesi        | Mesi        | Mesi        | Mesi         | Mesi         | Stagioni | Stagioni | Stagioni | Stagioni | Anno    |
| Częstochowa (1991-2020) Fonte: meteomodel.pl | Gen          | Feb          | Mar          | Apr         | Mag         | Giu         | Lug         | Ago         | Set         | Ott         | Nov          | Dic          | Inv      | Pri      | Est      | Aut      | Anno    |
| -------------------------------------------- | ------------ | ------------ | ------------ | ----------- | ----------- | ----------- | ----------- | ----------- | ----------- | ----------- | ------------ | ------------ | -------- | -------- | -------- | -------- | ------- |
| T. max. media (°C)                           | 1,3          | 3,1          | 7,6          | 14,4        | 19,3        | 22,6        | 24,7        | 24,5        | 19,0        | 13,2        | 7,2          | 2,3          | 2,2      | 13,8     | 23,9     | 13,1     | 13,3    |
| T. media (°C)                                | −1,5         | −0,3         | 3,1          | 9,1         | 13,9        | 17,4        | 19,3        | 18,8        | 13,8        | 8,8         | 4,0          | −0,2         | −0,7     | 8,7      | 18,5     | 8,9      | 8,9     |
| T. min. media (°C)                           | −3,9         | −3,1         | −0,4         | 4,3         | 8,8         | 12,4        | 14,3        | 14,0        | 9,7         | 5,5         | 1,6          | −2,4         | −3,1     | 4,2      | 13,6     | 5,6      | 5,1     |
| T. max. assoluta (°C)                        | 13,4 (1993)  | 18,4 (1990)  | 23,1 (1974)  | 29,5 (2012) | 34,1 (1958) | 35,6 (2000) | 36,0 (1957) | 36,9 (2013) | 33,7 (2015) | 27,0 (1966) | 20,1 (2018)  | 16,6 (1961)  | 18,4     | 34,1     | 36,9     | 33,7     | 36,9    |
| T. min. assoluta (°C)                        | −26,6 (1987) | −29,9 (1956) | −20,9 (1963) | −6,2 (2012) | −2,9 (1953) | 0,8 (1958)  | 4,6 (1965)  | 5,2 (1968)  | −0,9 (1970) | −6,5 (2003) | −15,4 (1989) | −23,2 (1961) | −29,9    | −20,9    | 0,8      | −15,4    | −29,9   |
| Giorni di calura (Tmax ≥ 30 °C)              | 0,0          | 0,0          | 0,0          | 0,0         | 0,2         | 1,6         | 3,7         | 3,0         | 0,2         | 0,0         | 0,0          | 0,0          | 0,0      | 0,2      | 8,3      | 0,2      | 8,7     |
| Giorni di gelo (Tmin ≤ 0 °C)                 | 22,3         | 19,6         | 16,3         | 4,3         | 0,2         | 0,0         | 0,0         | 0,0         | 0,0         | 3,1         | 10,8         | 20,1         | 62,0     | 20,8     | 0,0      | 13,9     | 96,7    |
| Giorni di ghiaccio (Tmax ≤ 0 °C)             | 11,7         | 7,8          | 2,3          | 0,0         | 0,0         | 0,0         | 0,0         | 0,0         | 0,0         | 0,0         | 2,3          | 8,6          | 28,1     | 2,3      | 0,0      | 2,3      | 32,7    |
| Nuvolosità (okta al giorno)                  | 6,0          | 5,9          | 5,3          | 5,0         | 5,0         | 5,1         | 4,8         | 4,6         | 4,9         | 5,3         | 6,1          | 6,1          | 6,0      | 5,1      | 4,8      | 5,4      | 5,3     |
| Precipitazioni (mm)                          | 35,7         | 33,1         | 40,9         | 43,2        | 74,4        | 79,2        | 93,7        | 62,0        | 60,8        | 48,3        | 41,7         | 34,9         | 103,7    | 158,5    | 234,9    | 150,8    | 647,9   |
| Giorni di pioggia                            | 9,4          | 8,3          | 9,3          | 7,7         | 9,9         | 10,0        | 10,7        | 8,5         | 8,8         | 9,0         | 8,9          | 8,6          | 26,3     | 26,9     | 29,2     | 26,7     | 109,1   |
| Nevicate (cm)                                | 197,0        | 213,5        | 102,9        | 12,8        | 0,3         | 0,0         | 0,0         | 0,0         | 0,0         | 3,6         | 27,7         | 99,0         | 509,5    | 116,0    | 0,0      | 31,3     | 656,8   |
| Giorni di neve                               | 18,3         | 17,8         | 8,5          | 1,3         | 0,1         | 0,0         | 0,0         | 0,0         | 0,0         | 0,4         | 5,3          | 14,6         | 50,7     | 9,9      | 0,0      | 5,7      | 66,3    |
| Umidità relativa media (%)                   | 86,2         | 82,2         | 75,9         | 67,2        | 69,7        | 69,9        | 70,3        | 71,5        | 77,8        | 82,6        | 86,7         | 87,4         | 85,3     | 70,9     | 70,6     | 82,4     | 77,3    |
| Ore di soleggiamento mensili                 | 50,8         | 66,0         | 121,7        | 185,8       | 231,4       | 233,9       | 245,4       | 237,8       | 166,8       | 111,2       | 54,5         | 40,4         | 157,2    | 538,9    | 717,1    | 332,5    | 1 745,7 |
| Pressione a 0 metri s.l.m. (hPa)             | 981,8        | 980,5        | 979,6        | 979,7       | 980,3       | 980,6       | 980,1       | 981,3       | 982,4       | 982,5       | 981,0        | 981,9        | 981,4    | 979,9    | 980,7    | 982,0    | 981,0   |
| Tensione di vapore (hPa)                     | 5,0          | 5,1          | 6,0          | 7,6         | 10,6        | 13,7        | 15,4        | 15,1        | 12,2        | 9,6         | 7,5          | 5,6          | 5,2      | 8,1      | 14,7     | 9,8      | 9,5     |
| Vento (direzione-m/s)                        | 3,1          | 3,1          | 3,2          | 3,0         | 2,7         | 2,5         | 2,3         | 2,1         | 2,3         | 2,5         | 2,8          | 3,0          | 3,1      | 3,0      | 2,3      | 2,5      | 2,7     |

## Storia
È stata capitale del voivodato di Częstochowa dal 1975 al 1998. Tale voivodato è stato sostituito nel 1999 dal voivodato della Slesia, di cui Częstochowa non è più capitale.
Nel 1991 ha ospitato la sesta edizione della Giornata mondiale della gioventù.

## Santuario della Madonna Nera con il Bambino
La città è un importante luogo di pellegrinaggio e conosciuta in tutto il mondo per il suo santuario.
Il santuario di Częstochowa, dov'è presente la "Vergine nera di Częstochowa", è uno dei più importanti centri di culto cattolico nazionali, meta ogni anno di pellegrinaggio di fedeli.

## Comunità ebraica di Częstochowa
Częstochowa era uno dei centri storici della presenza ebraica nell'Est europeo sin dal XVIII secolo. Allo scoppio della seconda guerra mondiale, 28.500 ebrei (su una popolazione di 135.000 abitanti) vivevano a Częstochowa. Le truppe tedesche entrarono a Częstochowa domenica 3 settembre 1939. Le due sinagoghe monumentali (la sinagoga vecchia e la sinagoga nuova) furono ridotte in rovina. L'intera popolazione ebraica fu rinchiusa nel ghetto di Częstochowa, sfruttata con il lavoro coatto, e alfine massacrata nel campo di sterminio di Treblinka. All'arrivo delle truppe sovietiche (il 17 gennaio 1945) solo 1.500 erano i sopravvissuti all'Olocausto, i quali per la maggior parte emigrarono nel dopoguerra.

## Amministrazione

Logotipo

### Gemellaggi
- Betlemme, dal 2004
- Nazareth
- Fátima
- Loreto
- Ourém
- Altötting
- Pforzheim
- Zapopan
- Rēzekne
- South Bend
- Šiauliai
- Crotone, dal 2017.

## Sport

### Calcio
Il Raków Częstochowa è la società calcistica principale della città. Gioca nell'Ekstraklasa, la massima divisione del campionato polacco di calcio, di cui è stata campione per la prima volta nella stagione 2022-23; vanta anche la vittoria di 2 Coppe di Polonia e 2 Supercoppe di Polonia. La squadra gioca le sue partite nello stadio municipale.  

## Galleria d'immagini

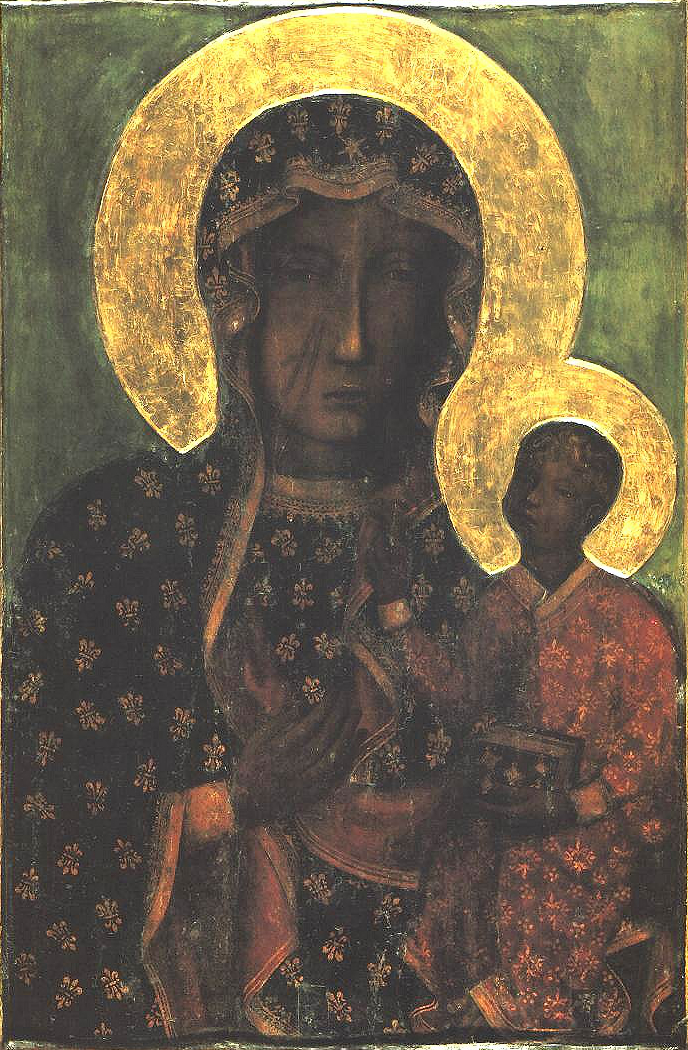
Madonna Nera di Częstochowa
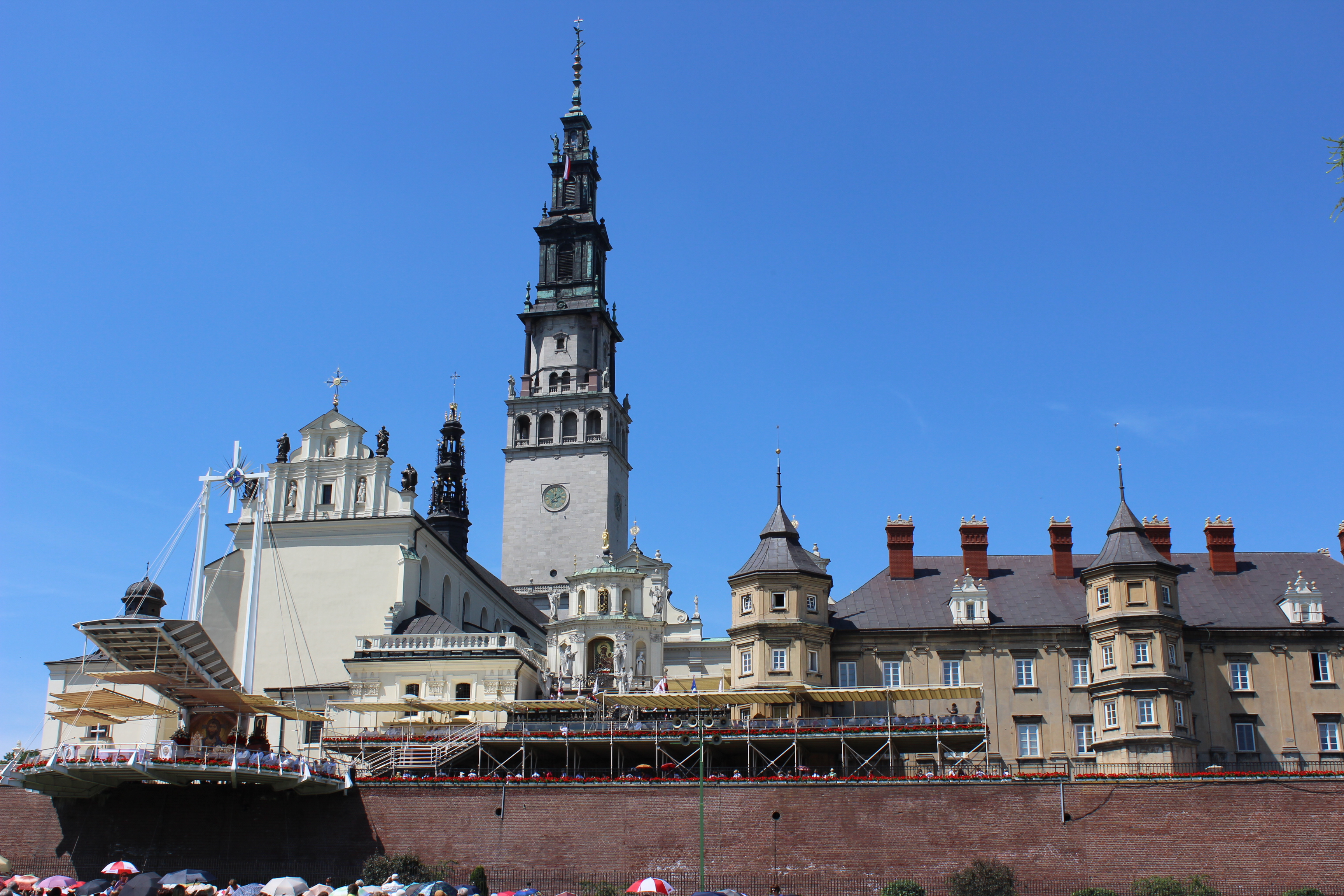
Santuario di Częstochowa
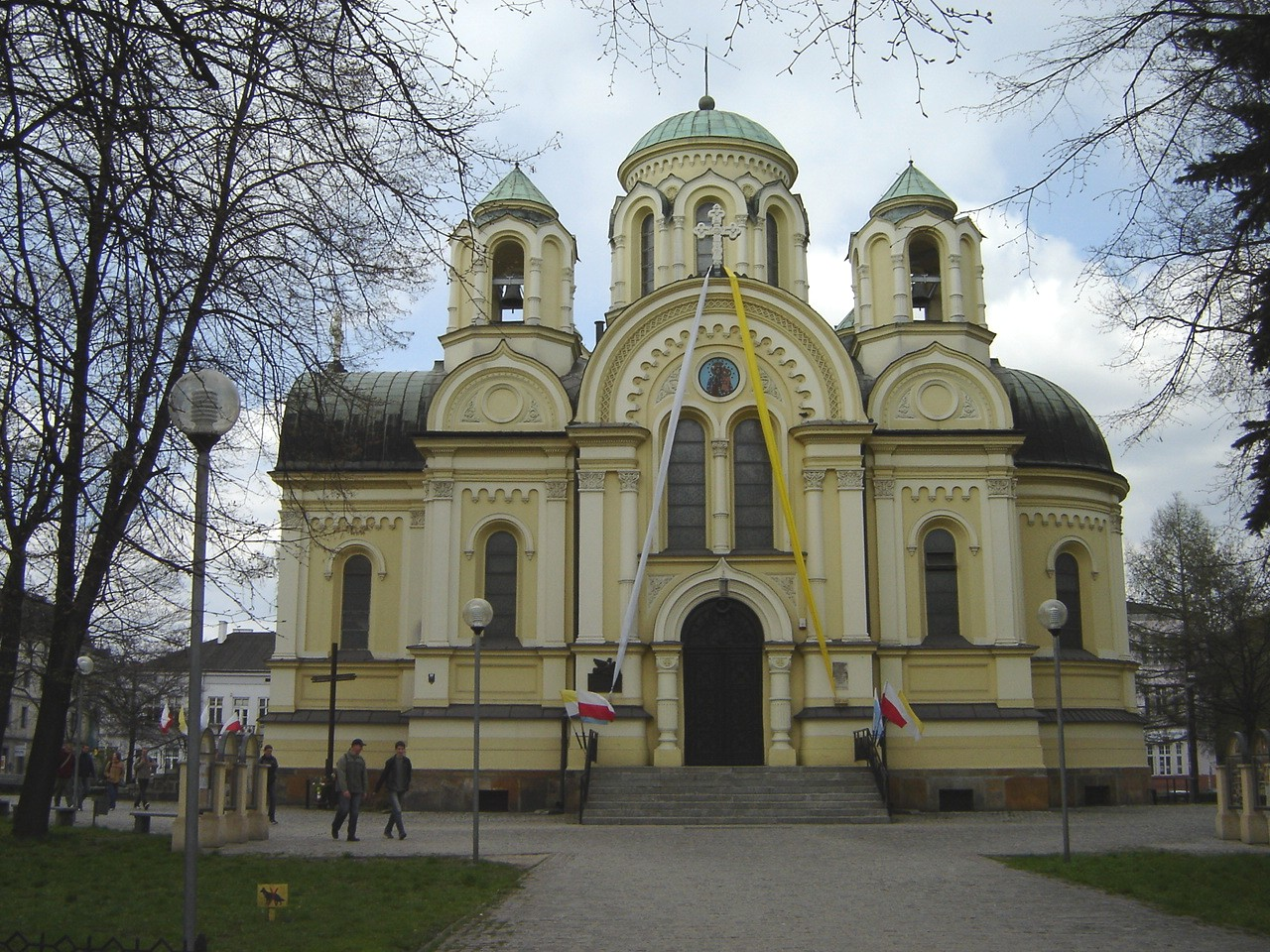
Chiesa di S. Giacomo
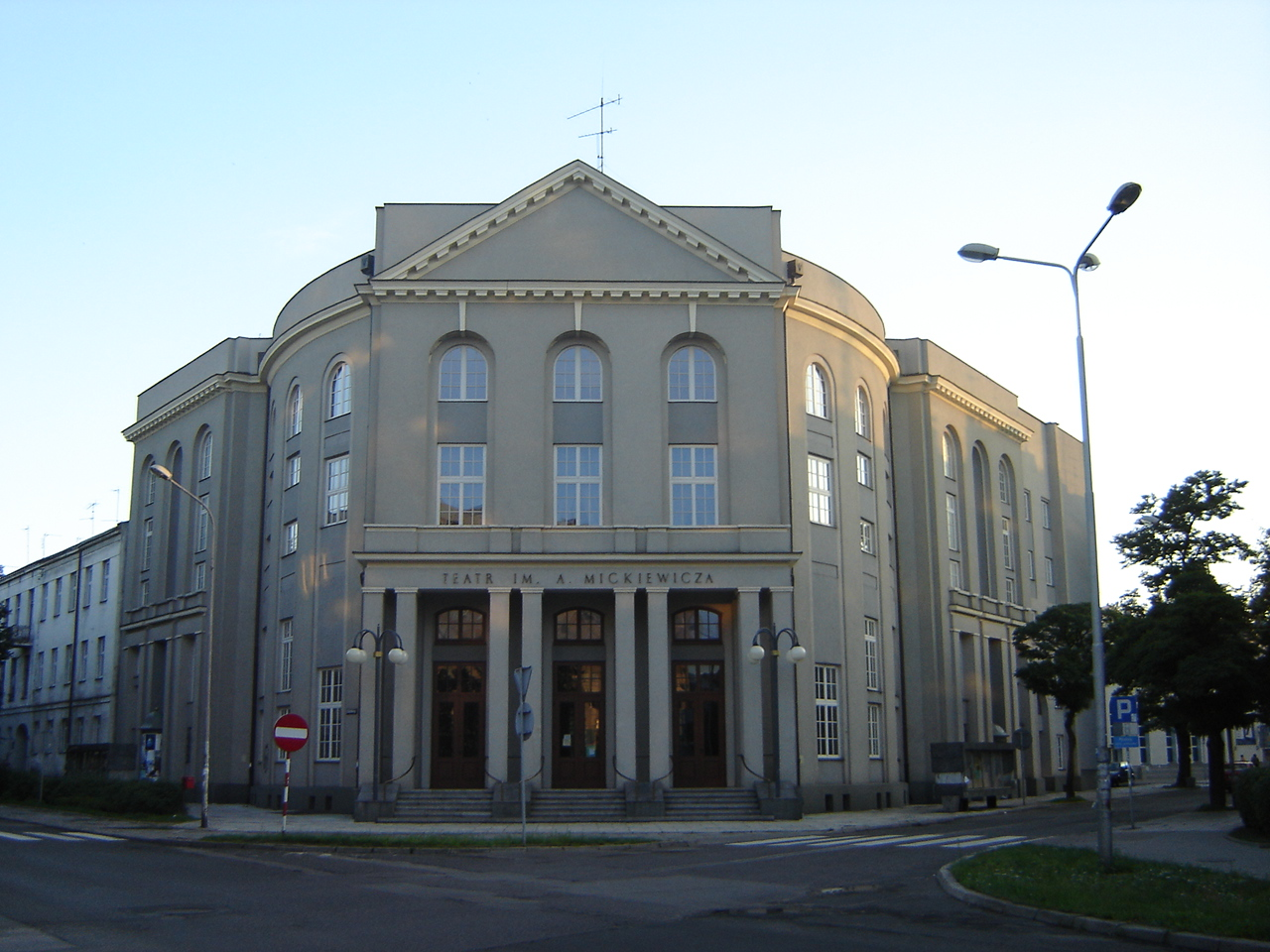
Teatro